# Minarelli
Motores Minarelli es una marca de motos italiana, fundada en 1956 por Vittorio Minarelli en Bolonia.

## Orígenes
Los Motores Minarelli nacen de la "FBM", con la nueva denominación F.B. Minarelli, acrónimo de Fabrica Bolognese Minarelli.
Ya en sus últimas fases productivas, la FBM había abandonado la realización de motocicletas para dedicarse principalmente a la construcción de propulsores de pequeñas cilindradas, destinados a equipar las motos ensambladas en numerosas pequeñas casas constructoras.
La última realización de los conjuntos ingenieros técnicos de Vittorio Minarelli y Franco Morini había sido el "Pettirosso", un motor de dos tiempos con caja de cambios de dos velocidades, que representó de inmediato la pieza más solicitada de la casa boloñesa recién nacida, inmediatamente se unió a la versión de 3 velocidades.
Con una veintena de empleados y una superficie cubierta de 2.000 m², la F.B. Minarelli logró, en la segunda mitad de los años cincuenta, producir casi 20,000 motores al año, tanto para uso en carretera como agrícola, exportados a muchos países europeos y sudamericanos.

## La nueva fábrica

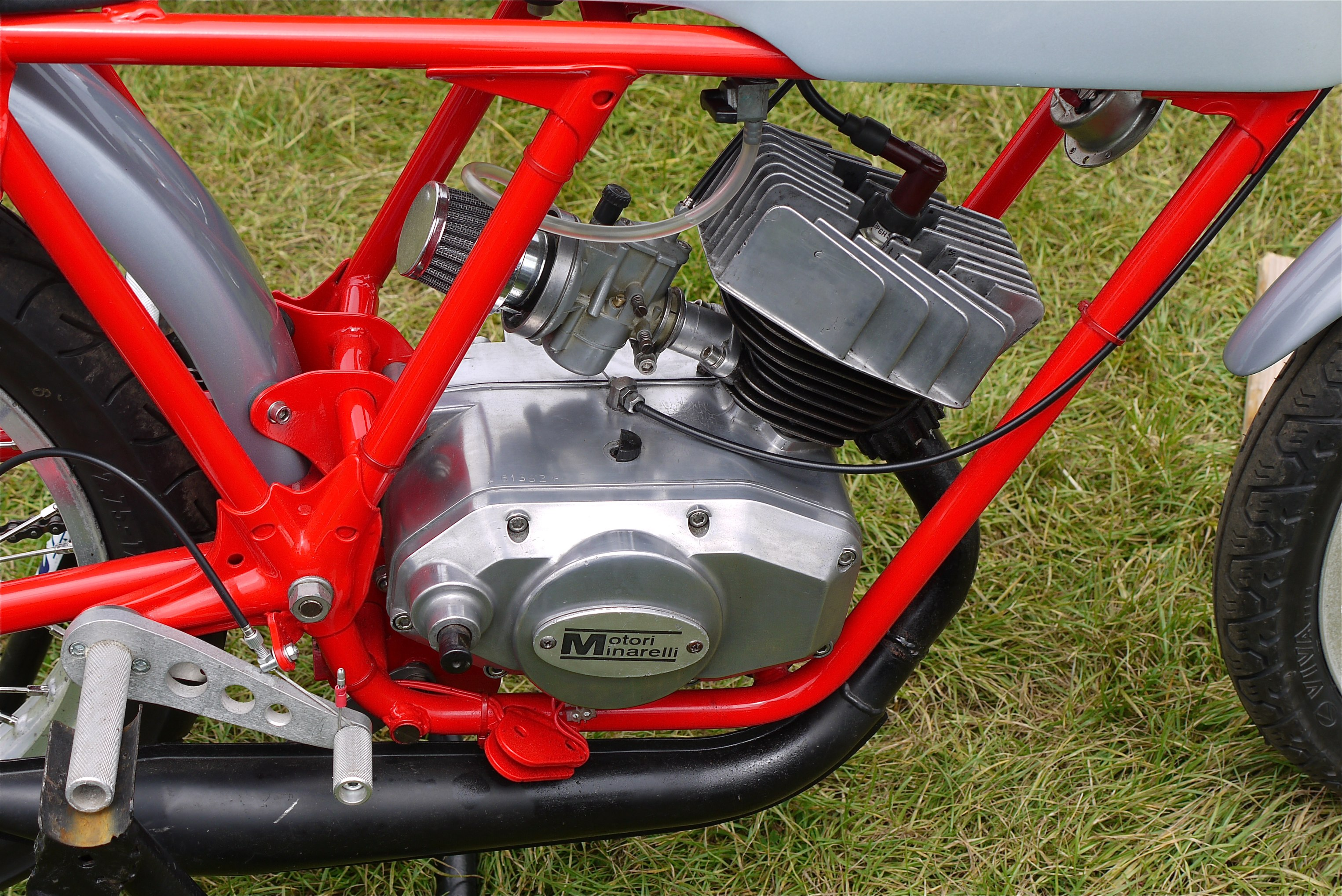
Un propulsor Minarelli P6 "carter cuadros" de 50 cm³ y 6 velocidades, del 1975

Sin embargo, la solicitud estuvo muy por encima del potencial productivo y, en 1967, la compañía se trasladó al nuevo ubicación de Lippo, un distrito de Calderara di Reno, y también cambió su nombre a Motori Minarelli.
En la nueva estructura, equipada con equipos técnicos más modernos y más espacio, la producción aumentó drásticamente y, en la década de 1970, mantuvo un promedio anual de 200,000 motores para uso de carretera y 50,000 motores para uso agrícola.
En esta gran década, también pertenecen las mayores hazañas deportivas de la casa boloñesa que conquistó 18 récords mundiales de velocidad en las clases de 50 y 175 cc, además de dos títulos mundiales y cuatro títulos de constructores en la temporada de campeonato 1978, 1979, 1980 y 1981. en la clase 125 del Campeonato del Mundo de Motociclismo.

## La Yamaha
Después de la muerte del fundador, las riendas de la empresa fueron tomadas por su hijo Giorgio, quien a principios de los años noventa firmó un acuerdo de empresa conjunta con la empresa japonesa Yamaha, para la producción de motores a cuatro tiempos y motores con variador automático, adecuados para scooters, de la cual Minarelli se convirtió en el mayor fabricante del mundo. La producción promedio, en la primera mitad de la década, alcanzó 450,000 unidades por año.
En el 2002 el grupo Yamaha adquirió el control empresarial pleno y el 11 de abril de 2008, después de más de medio siglo de actividad initerrumpida, el motor número diez millones salió de las líneas de montaje de Motori Minarelli.

## Otros proyectos
- Multimedia en Commons.

- Wikimedia Commons contiene immagini o altri file su Motori Minarelli